# Alyxia royeniana
Alyxia royeniana är en oleanderväxtart som beskrevs av F. Markgraf. Alyxia royeniana ingår i släktet Alyxia och familjen oleanderväxter. Inga underarter finns listade i Catalogue of Life.